# Die falsche Sklavin
Die falsche Sklavin (Originaltitel: Slave Girl) ist eine US-amerikanische Abenteuerkomödie aus dem Jahr 1947 von Charles Lamont mit Yvonne De Carlo und George Brent in den Hauptrollen. Der Film wurde von Universal-International Pictures produziert.

## Handlung
Der Playboy Matt Claibourne wird auf das majestätische Anwesen seines Onkels, eines US-Senators, gerufen, der ihm mitteilt, dass er den Ruf der Familie schon zu oft ruiniert habe. Um weitere Skandale zu vermeiden, schickt der Senator Matt auf eine Regierungsmission nach Tripolis, wo er die Freilassung von zehn amerikanischen Seeleuten veranlassen soll, die von Barbareskenpiraten als Geiseln gehalten werden. Um das Lösegeld und seinen Neffen zu schützen, engagiert der Senator Chips Jackson als Matts Leibwächter. In Tripolis angekommen, erliegt Matt schnell dem Charme von Francesca, einer verführerischen Tänzerin, während der Schnäppchenjäger Chips eine schöne Sklavin namens Aleta kauft. Nachdem Francesca und ihre Kumpanen das Lösegeld der Amerikaner gestohlen haben, füllen Matt und Chips die nun leere Geldkassette mit Ziegelsteinen und liefern sie dem Pascha. Als der Pascha den Betrug entdeckt, gesteht Matt alles und behauptet, dass Chips eine neue Zahlung über den amerikanischen Konsul arrangiert. Matt erkennt Francesca unter den tanzenden Mädchen, erfährt jedoch, dass sie die Verlobte des Paschas ist. Nachdem ihn Yusef, der oberste Berater des Paschas, gewarnt hat, dass die Vertrautheit mit Francesca für beide den Tod bedeuten würde, widerruft Matt seine Identität und wird mit den als Geiseln genommenen Matrosen in den Kerker geworfen. In der Zwischenzeit verkündet der Pascha seine Absicht, Francesca zu zwingen, ihn zu heiraten, obwohl sie insgeheim in El Hamid, den politischen Rivalen des Paschas, verliebt ist.
Als Chips von den Männern des Paschas gefangen genommen wird, scheint für Matt und die Seeleute alle Hoffnung verloren, bis Aleta mit dem Schlüssel zum Verlies auftaucht. Mit Hilfe von Liverpool Griswold, einem britischen Gefangenen, können die Amerikaner in die Nacht fliehen. Matt und die Seeleute wissen, dass sie nur durch die Rückholung des gestohlenen Lösegelds nach Hause kommen können, und machen sich auf die Suche nach Francesca. Sie wissen nicht, dass sie nun die Gefangene des Paschas ist, da sie von Yusef in einer kompromittierenden Situation ertappt wurde. Bevor Francesca jedoch auf die Folterbank gelegt wird, brechen die Amerikaner in den Palast ein und befreien sie. Sie gehen alle in das Café „Sign of the Grapes“, wo Francesca Matt erzählt, dass sie eine Italienerin ist, die auf dem Weg nach Paris vom Pascha gefangen genommen wurde, und dass sie sein Gold gestohlen hat, um El Hamids Revolution gegen den Pascha zu finanzieren. Als Matt sich immer noch weigert, ihr das Lösegeld zu überlassen, flieht Francesca aus dem Café und begibt sich in El Hamids Lager. Ihr folgen Matt und seine Männer, und im Lager informiert El Hamid sie, dass er vorhat, mit dem Gold 1.000 Söldner zu kaufen. El Hamid bittet Matt, sich seiner Sache anzuschließen, und bietet an, das verlorene Gold mit Reichtümern aus der Schatzkammer des Paschas zu verdoppeln.
Als El Hamid den Beduinenführer Telek trifft, enthüllt er seinen Plan, die Amerikaner zu verraten, und stimmt Teleks Forderung nach Francescas Gefälligkeiten zu. Aleta belauscht jedoch El Hamids Täuschungen, so dass sich die Amerikaner gegen die Araber wenden und mit dem Gold und Francesca verschwinden. Während die Amerikaner darüber streiten, wie sie Tripolis verlassen werden, informiert Liverpool sie jedoch, dass das Kamel, das das Gold trägt, weggelaufen ist. Matt und Francesca jagen das Kamel in das Lager des Paschas, wo sie erneut seine Gefangenen werden. Nachdem Francesca Matt ihre Liebe gesteht, befiehlt der Pascha, die beiden durch ein Erschießungskommando hinzurichten. Bevor die Hinrichtung stattfindet, werden sie von Liverpool und den Matrosen gerettet. Bald werden sie alle von den Männern des Paschas an einem Berghang umzingelt. Francesca kann mit dem Gold zu El Hamids Lager reiten und die Söldner zurück zum Berghang locken. Die beiden arabischen Streitkräfte greifen sich gegenseitig an und töten sich. Die Amerikaner verlassen Tripolis glücklich mit dem Gold und den Frauen.

## Hintergrund
Gedreht wurde der Film vom 18. Juli bis Mitte Oktober 1946.
Der Film war ursprünglich als ernsthaftes Melodram konzipiert. Als sie merkten, dass der Film nicht funktionierte, versuchten Fessier und Pagano in letzter Minute, den Film mit einigen komödiantischen Momenten aufzupeppen. Nach Testvorführungen stellten die Führungskräfte von Universal jedoch fest, dass der 1,6 Millionen Dollar teure Film zu einem Flop zu werden drohte (2024: ca. 22,5 Millionen Dollar). Der Film lag monatelang auf Eis und wurde dann dem ausführenden Produzenten William Dozier zugeteilt. Dozier war sich bewusst, dass die einzigen positiven Reaktionen des Testpublikums auf die Szenen mit einem Kamel waren, und fügte eine Titelkarte mit einem Bild des Kamels ein, auf der stand: „Seht her, Leute, das ist eine Komödie. Ihr sollt lachen.“ Als das Publikum auf die Karte reagierte, ordnete Dozier die Hinzufügung eines sprechenden Kamels als Erzähler an.
Dona Drake war ursprünglich für die Rolle der Aleta vorgesehen. Sie erkrankte jedoch an Gelbsucht und musste sechs Wochen ins Krankenhaus. Sie wurde durch Lois Collier ersetzt.
Einige Szenen wurden in der Nähe von Malibu gedreht, wo die Flut ein arabisches Zeltdorf-Set wegspülte.
Russell A. Gausman und Edward R. Robinson waren für das Szenenbild zuständig. Unter den Stuntmen war auch Jock Mahoney.

## Veröffentlichung
Die Premiere des Films fand am 17. Juli 1947 in New York statt. In der Bundesrepublik Deutschland kam er am 17. September 1954 in die Kinos, in Österreich im Februar 1955.

## Kritiken
Bosley Crowther schrieb in der The New York Times, man müsse Universal-International die Großzügigkeit zuschreiben, dass sie einem Paar von Drehbuchautoren und Produzenten erlaubt haben, ihr eigenes üppiges, pseudoorientalischens, in Technicolor gehaltenes romantisches Abenteuer zu veräppeln. Aber das ist leider auch schon alles, was man dem Film zuschreiben könne. Denn diese vielfarbige Farce sei weder Fisch noch Fleisch. Diese Mischung sei geschmacklos, weil die Produzenten katastrophalerweise zwischen reiner Parodie und gewöhnlichen Komödienstilen geschwankt haben.
Der Kritiker des TV Guide sah die Rettung des Films in einem sprechenden Kamel namens Lumpy, das einen Brooklyn-Akzent habe und die Handlung kommentiere, während sie stattfinde. Ansonsten seien die Witze nicht wirklich lustig, sie seien größtenteils überstrapazierte Slapstick-Einlagen. De Carlo und Brent seien beide in dieser Art von Film völlig fehl am Platz.
Das Lexikon des internationalen Films schrieb: „Parodistisch überspitztes Orient-Abenteuer, dessen Komik nur gelegentlich über Routine-Slapstick hinauskommt.“
Die Filmzeitschrift Cinema befand: „Charles Lamont überzeichnete 1947 bewußt die damals üblichen Orientklischees. Fazit: Kurzweilige, farbenfroh-exotische Unterhaltung.“